# Giải thưởng Ngôi Sao Xanh
Giải thưởng Ngôi Sao Xanh, còn được biết đến là giải thưởng Giải thưởng Gương mặt Điện ảnh & Truyền hình hôm nay (Tiếng Anh: Face Of The Year Awards) là một giải thưởng nhằm tôn vinh những gương mặt, những bộ phim trong lĩnh vực điện ảnh và truyền hình đã có nhiều đóng góp xuất sắc trong năm. Giải thưởng do Kênh truyền hình TodayTV kết hợp với Tạp chí Thế giới Điện ảnh tổ chức từ năm 2014. Giải trao cho những bộ phim, vai diễn trong và ngoài nước xuất hiện tại rạp chiếu và trên sóng truyền hình. Ở lĩnh vực truyền hình, ngoài những phim được phát tại các kênh trong hệ thống Tập đoàn IMC, hội đồng nghệ thuật sẽ đề cử các bộ phim được phát sóng trên các đài truyền hình khác để tham dự giải thưởng.

## Tổ chức
| Năm  | Lần | Địa điểm                                       | Dẫn chương trình          | Hội đồng nghệ thuật |
| ---- | --- | ---------------------------------------------- | ------------------------- | --- |
| 2014 | I   | Nhà hát Thành phố Hồ Chí Minh                  | Anh Quân, Thu Hằng        | - Chủ tịch: Nhà báo Đinh Trọng Tuấn (Phó Tổng biên tập Tạp chí Thế giới Điện ảnh) - Nghệ sĩ nhân dân, diễn viên Trà Giang - Nghệ sĩ ưu tú, diễn viên Lân Bích - Nghệ sĩ ưu tú, đạo diễn Lê Cung Bắc - Nghệ sĩ nhân dân, đạo diễn Đào Bá Sơn - Nhà biên kịch Nguyễn Thị Hồng Ngát (Phó Chủ tịch thường trực Hội điện ảnh Việt Nam) - Nhà phê bình Đoàn Minh Tuấn (Phó Tổng biên tập Tạp chí Thế giới Điện ảnh)                                                                       |
| 2015 | II  | Nhà hát Thành phố Hồ Chí Minh                  | Anh Quân, Thu Hằng        | - Chủ tịch: Nhà báo Đinh Trọng Tuấn (Phó Tổng biên tập Tạp chí Thế giới Điện ảnh) - Nghệ sĩ ưu tú, đạo diễn Lê Hoàng - Nghệ sĩ nhân dân, diễn viên Như Quỳnh - Nhà biên kịch Nguyễn Thị Hồng Ngát (Phó Chủ tịch thường trực Hội điện ảnh Việt Nam) - Nghệ sĩ ưu tú, đạo diễn Lê Cung Bắc - Nghệ sĩ nhân dân, đạo diễn Đào Bá Sơn - Nhà phê bình Đoàn Minh Tuấn (Phó Tổng biên tập Tạp chí Thế giới Điện ảnh)                                                                        |
| 2016 | III | Nhà hát Thành phố Hồ Chí Minh                  | Anh Quân, Thanh Giang     | - Chủ tịch: Nhà báo Đinh Trọng Tuấn (Tổng biên tập Tạp chí Thế giới Điện ảnh) - Nhà biên kịch Nguyễn Thị Hồng Ngát (Phó Chủ tịch thường trực Hội điện ảnh Việt Nam) - Đạo diễn Sidharth Sengupta (Đạo diễn người Ấn Độ của phim Cô dâu 8 tuổi) - Nghệ sĩ nhân dân, đạo diễn Đào Bá Sơn - Nghệ sĩ nhân dân, diễn viên Như Quỳnh - Nghệ sĩ ưu tú, đạo diễn Lê Hoàng - Nghệ sĩ ưu tú, đạo diễn Lê Cung Bắc - Nhà phê bình Đoàn Minh Tuấn (Phó Tổng biên tập Tạp chí Thế giới Điện ảnh) |
| 2017 | IV  | Nhà hát Thành phố Hồ Chí Minh                  | Anh Quân, Thanh Giang     | - Chủ tịch: Nhà báo Đinh Trọng Tuấn (Tổng biên tập Tạp chí Thế giới Điện ảnh) - Nhà biên kịch Nguyễn Thị Hồng Ngát (Phó Chủ tịch thường trực Hội điện ảnh Việt Nam) - Nghệ sĩ ưu tú, đạo diễn Lê Cung Bắc - Nghệ sĩ ưu tú, đạo diễn Đào Bá Sơn - Nghệ sĩ ưu tú, đạo diễn Lê Hoàng - Nghệ sĩ ưu tú, diễn viên Kim Xuân - Nhà phê bình Đoàn Minh Tuấn (Phó tổng biên tập Tạp chí Thế giới Điện ảnh)                                                                                   |
| 2018 | V   | Nhà Hát M.PLEX                                 | Anh Quân, Thanh Giang     | - Chủ tịch: Nhà báo Đinh Trọng Tuấn (Tổng biên tập Tạp chí Thế giới Điện ảnh) - Nhà biên kịch Nguyễn Thị Hồng Ngát (Phó Chủ tịch thường trực Hội điện ảnh Việt Nam) - Nghệ sĩ ưu tú, đạo diễn Lê Cung Bắc - Nghệ sĩ ưu tú, đạo diễn Đào Bá Sơn - Nghệ sĩ ưu tú, đạo diễn Lê Hoàng - Nghệ sĩ ưu tú, diễn viên Kim Xuân - Nhà phê bình Đoàn Minh Tuấn (Phó tổng biên tập Tạp chí Thế giới Điện ảnh)                                                                                   |
| 2019 | VI  | Nhà Thi Đấu Quân Khu 7 - Thành phố Hồ Chí Minh | Nguyên Khang, Thanh Giang | - Chủ tịch: Nhà báo Đinh Trọng Tuấn (Tổng biên tập Tạp chí Thế giới Điện ảnh) - Nhà biên kịch Nguyễn Thị Hồng Ngát (Phó Chủ tịch thường trực Hội điện ảnh Việt Nam) - Nghệ sĩ ưu tú, đạo diễn Lê Cung Bắc - Nghệ sĩ ưu tú, đạo diễn Đào Bá Sơn - Nghệ sĩ ưu tú, đạo diễn Lê Hoàng - Nghệ sĩ ưu tú, diễn viên Kim Xuân - Nhà phê bình Đoàn Minh Tuấn (Phó tổng biên tập Tạp chí Thế giới Điện ảnh)                                                                                   |

## Các hạng mục trao giải

### Hạng mục truyền hình (11 giải)

#### Do khán giả bình chọn (6 giải)
- Nam diễn viên truyền hình được yêu thích nhất
- Nữ diễn viên truyền hình được yêu thích nhất
- Nam diễn viên nước ngoài được yêu thích nhất
- Nữ diễn viên nước ngoài được yêu thích nhất
- Phim truyền hình Việt Nam được yêu thích nhất
- Phim truyền hình nước ngoài được yêu thích nhất

#### Do hội đồng nghệ thuật chọn (5 giải)
- Nam diễn viên truyền hình xuất sắc nhất
- Nữ diễn viên truyền hình xuất sắc nhất
- Phim truyền hình xuất sắc nhất
- Đạo diễn phim truyền hình xuất sắc nhất
- Gương mặt truyền hình triển vọng

### Hạng mục điện ảnh (10 giải)

#### Do khán giả bình chọn (2 giải)
- Nam diễn viên điện ảnh được yêu thích nhất
- Nữ diễn viên điện ảnh được yêu thích nhất

#### Do hội đồng nghệ thuật chọn (8 giải)
- Nam diễn viên chính điện ảnh xuất sắc nhất
- Nữ diễn viên chính điện ảnh xuất sắc nhất
- Nam diễn viên phụ điện ảnh xuất sắc nhất
- Nữ diễn viên phụ điện ảnh xuất sắc nhất
- Phim điện ảnh xuất sắc nhất
- Đạo diễn phim điện ảnh xuất sắc nhất
- Gương mặt điện ảnh triển vọng
- Sáng tạo xuất sắc

### Hạng mục phim chiếu mạng (4 giải)
- Phim chiếu mạng được yêu thích nhất
- Phim chiếu mạng xuất sắc nhất
- Nam diễn viên phim chiếu mạng xuất sắc nhất
- Nữ diễn viên phim chiếu mạng xuất sắc nhất

### Hạng mục đồng hành (2 giải)
Do hội đồng nghệ thuật bình chọn (1 giải)
- Phim ngắn trên nền tảng Tiktok hay nhất

Do Khán giả bình chọn (1 giải)
- Phim ngắn trên nền tảng Tiktok được yêu thích nhất

### Giải thưởng cũ (2014 - 2015)
- Gương mặt ảnh bìa ấn tượng

## Danh sách nghệ sĩ đoạt giải

### Hạng mục truyền hình
| Lần | Năm  | Nam diễn viên truyền hình được yêu thích nhất | Nữ diễn viên truyền hình được yêu thích nhất | Nam diễn viên truyền hình chính xuất sắc nhất | Nữ diễn viên truyền hình chính xuất sắc nhất |
| --- | ---- | --------------------------------------------- | -------------------------------------------- | --------------------------------------------- | -------------------------------------------- |
| 1   | 2014 | Chí Dũng                                      | Nhật Kim Anh                                 | Quý Bình                                      | Vân Trang Kim Tuyến                          |
| 2   | 2015 | Bình Minh                                     | Trương Quỳnh Anh                             | Mạnh Hưng                                     | Thúy Hà                                      |
| 3   | 2016 | Jun Phạm                                      | Mai Thu Huyền                                | Hoàng Phúc                                    | Đinh Y Nhung                                 |
| 4   | 2017 | Hòa Hiệp                                      | Phan Thị Mơ                                  | Trương Thế Vinh                               | Bích Trâm                                    |
| 5   | 2018 | Hà Trí Quang                                  | Phan Thị Mơ                                  | Huy Khánh                                     | Thùy Trang                                   |
| 6   | 2019 | Jun Phạm                                      | Đàm Phương Linh                              | Lương Thế Thành                               | Xuân Văn                                     |
| 7   | 2020 | Lê Minh Thành                                 | Tường Vi                                     | Xuân Nghị                                     | Diễm My 9x                                   |
| 8   | 2021 | Đoàn Minh Tài                                 | Đàm Phương Linh                              | Thạch Kim Long                                | Việt Hương                                   |
| 9   | 2022 | Gin Tuấn Kiệt                                 | Thanh Trúc                                   | NSƯT Trương Minh Quốc Thái                    | Kim Phượng                                   |
| 10  | 2023 | Nguyễn Quốc Trường Thịnh                      | Yeye Nhật Hạ                                 | Mã Hiểu Đông                                  | Đàm Phương Linh                              |
| 11  | 2024 | Triệu An                                      | Hạ Anh                                       | Thuận Nguyễn                                  | Kim Tuyến                                    |

| Lần | Năm  | Phim truyền hình được yêu thích nhất | Phim truyền hình xuất sắc nhất | Gương mặt triển vọng | Đạo diễn phim truyền hình xuất sắc nhất |
| --- | ---- | ------------------------------------ | ------------------------------ | -------------------- | --------------------------------------- |
| 1   | 2014 | Tìm chồng cho vợ tôi                 | Đôi mắt của trái tim           | Phương Quỳnh         | Không có                                |
| 2   | 2015 | Hạnh phúc của người khác             | Thời gian để yêu               | Kiều My              | Không có                                |
| 3   | 2016 | Những ngọn nến trong đêm (phần 2)    | Sông phố nhà ghe               | Puka                 | Không có                                |
| 4   | 2017 | Hồ sơ lửa - Mật danh D9              | Hồ sơ lửa - Người 3 mặt        | Yan My               | Không có                                |
| 5   | 2018 | không có                             | Duyên định kim tiền            | Huỳnh Thảo Trang     | Không có                                |
| 6   | 2019 | Cô Thắm về làng (phần 4)             | Ngũ hợi tấn hỷ                 | Tim                  | Dũng Nghệ                               |
| 7   | 2020 | Làm rể Mười Xuân                     | Muôn kiểu làm dâu              | Yeye Nhật Hạ         | Phạm Tuân                               |
| 8   | 2021 | Vũ điệu giữa bầy sói                 | Dương thế bao la sầu           | Lý Bình              | Nguyễn Quang Minh                       |
| 9   | 2022 | Bão ngầm                             | Rồi 30 năm sau                 | Bé Shin              | Đinh Thái Thụy                          |
| 10  | 2023 | Trên cả tình thân                    | Chị em khác mẹ                 | Mỹ Ngân              | Nhâm Minh Hiền                          |
| 11  | 2024 | Bí mật người thừa kế                 | Đi về phía lửa                 | Trần Ngọc Vàng       | Trần Thanh Huy                          |

| Lần | Năm  | Nam diễn viên nước ngoài được yêu thích nhất | Nữ diễn viên nước ngoài được yêu thích nhất | Phim nước ngoài được yêu thích nhất                       |
| --- | ---- | -------------------------------------------- | ------------------------------------------- | --------------------------------------------------------- |
| 1   | 2014 | Richard Yap (Philippines)                    | Jodi Sta. Maria (Philippines)               | Trái tim bé bỏng - Be Careful With My Heart (Philippines) |
| 2   | 2015 | Daniel Padilla (Philippines)                 | Kathryn Bernardo (Philippines)              | Cô dâu 8 tuổi - Balika Vadhu (Ấn Độ)                      |
| 3   | 2016 | Siddharth Shukla (Ấn Độ)                     | Carla Abellana (Philippines)                | Cô dâu 8 tuổi - Balika Vadhu (Ấn Độ)                      |
| 4   | 2017 | Daniel Padilla (Philippines)                 | Kathryn Bernardo (Philippines)              | Bí mật người thừa kế - Waaris (Ấn Độ)                     |
| 5   | 2018 | Zain Iman (Ấn Độ)                            | Aditi Rathore (Ấn Độ)                       | Không có                                                  |
| 6   | 2019 | Kartikey Malviya (Ấn Độ)                     | Shivani Surve (Ấn Độ)                       | Vị vua huyền thoại (Ấn Độ)                                |
| 7   | 2020 | Rafael Rosell (Philippines)                  | Carla Abellana (Philippines)                | Chỉ vì anh (Philippines)                                  |
| 8   | 2021 | Rrahul Sudhir (Ấn Độ)                        | Helly Shah (Ấn Độ)                          | Cuộc đua tình ái (Ấn Độ)                                  |
| 9   | 2022 | Sharad Malhotra (Ấn Độ)                      | Surbhi Chandna (Ấn Độ)                      | Xà nữ tái sinh (Ấn Độ)                                    |
| 10  | 2023 | Rachata Hampanont (Thái Lan)                 | Bee Namthip (Thái Lan)                      | Mộng Hồ Điệp (Thái Lan)                                   |
| 11  | 2024 | Tong Tong Kitsakorn (Thái Lan)               | Bee Namthip (Thái Lan)                      | Thanh mai trúc mã (Thái Lan)                              |

| Lần | Năm  | Nam diễn viên truyền hình phụ xuất sắc nhất | Nữ diễn viên truyền hình phụ xuất sắc nhất |
| --- | ---- | ------------------------------------------- | ------------------------------------------ |
| 11  | 2024 | Doãn Quốc Đam                               | Thân Thúy Hà                               |

### Hạng mục điện ảnh
| Lần | Năm  | Nam diễn viên điện ảnh được yêu thích nhất | Nữ diễn viên điện ảnh được yêu thích nhất | Nam diễn viên chính điện ảnh xuất sắc nhất | Nữ diễn viên chính điện ảnh xuất sắc nhất |
| --- | ---- | ------------------------------------------ | ----------------------------------------- | ------------------------------------------ | ----------------------------------------- |
| 1   | 2014 | Kim Lý                                     | Trương Ngọc Ánh                           | Bình Minh Trung Dũng                       | Trương Ngọc Ánh                           |
| 2   | 2015 | Trần Bảo Sơn                               | Gil Lê                                    | B Trần                                     | Jun Vũ                                    |
| 3   | 2016 | Trường Giang                               | Midu                                      | Trường Giang                               | Miu Lê                                    |
| 4   | 2017 | Jun Phạm                                   | Hoàng Yến Chibi                           | NSƯT Hữu Châu                              | Kaity Nguyễn                              |
| 5   | 2018 | Trường Giang                               | Hoàng Yến Chibi                           | Liên Bỉnh Phát                             | Hoàng Yến Chibi                           |
| 6   | 2019 | Huỳnh Lập                                  | Hoàng Yến Chibi                           | Huyme                                      | Ngô Thanh Vân                             |
| 7   | 2020 | Lãnh Thanh                                 | Chi Pu                                    | Kiều Minh Tuấn                             | Ninh Dương Lan Ngọc                       |
| 8   | 2021 | Trấn Thành                                 | Bảo Tiên                                  | Tiến Hoàng                                 | Kaity Nguyễn                              |
| 9   | 2022 | Quang Sự                                   | Chi Pu                                    | Huỳnh Kiến An                              | Nhã Uyên                                  |
| 10  | 2023 | Kiều Minh Tuấn                             | Minh Hằng                                 | Thuận Nguyễn                               | Lê Giang                                  |
| 11  | 2024 | Tuấn Trần                                  | Phương Anh Đào                            | Tuấn Trần                                  | Phương Anh Đào                            |

| Lần | Năm  | Nam diễn viên phụ điện ảnh xuất sắc nhất | Nữ diễn viên phụ điện ảnh xuất sắc nhất | Đạo diễn phim điện ảnh xuất sắc nhất |
| --- | ---- | ---------------------------------------- | --------------------------------------- | ------------------------------------ |
| 6   | 2019 | Hứa Minh Đạt                             | Trần Thanh Hoa                          | Trần Nguyễn Bảo Nhân & Nam Cito      |
| 7   | 2020 | Isaac                                    | NSND Hồng Vân                           | Nguyễn Quang Dũng                    |
| 8   | 2021 | Tuấn Trần                                | Lê Giang                                | Vũ Ngọc Đãng                         |
| 9   | 2022 | Thuận Nguyễn                             | Hoàng Hà                                | Aaron Toronto                        |
| 10  | 2023 | Quốc Huy                                 | Hạnh Thúy                               | Trấn Thành                           |
| 11  | 2024 | Hồng Thanh                               | Nguyễn Đình Hồng Đào                    | Timothy Linh Bùi                     |

| Lần | Năm  | Phim điện ảnh xuất sắc nhất    | Gương mặt điện ảnh triển vọng | Sáng tạo xuất sắc                                              |
| --- | ---- | ------------------------------ | ----------------------------- | -------------------------------------------------------------- |
| 1   | 2014 | Lạc giới                       | Bình An                       | Đạo diễn Victor Vũ                                             |
| 2   | 2015 | Tôi thấy hoa vàng trên cỏ xanh | Thịnh Vinh Trọng Khang        | Quay phim Nguyễn Tranh                                         |
| 3   | 2016 | Sài Gòn anh yêu em             | Huỳnh Lập                     | Quay phim Lê Hữu Hoàng Nam                                     |
| 4   | 2017 | Em chưa 18                     | An Nguy                       | Tổ thiết kế và phục trang phim Cô Ba Sài Gòn                   |
| 5   | 2018 | Song lang                      | Sam                           | Tổ thiết kế bối cảnh và phục trang Ghia Fam cho phim Song lang |
| 6   | 2019 | Gái già lắm chiêu 2            | Minh Chiến                    | Quay phim Nguyễn Ngọc Cường C.U                                |
| 7   | 2020 | Gái già lắm chiêu 3            | Ngân Chi                      | Giám đốc sáng tạo Hà Đỗ                                        |
| 8   | 2021 | Bố già                         | Gi A Nguyễn                   | Giám đốc hình ảnh Diệp Thế Vinh                                |
| 9   | 2022 | Đêm tối rực rỡ                 | Samuel An                     | Âm nhạc Đức Trí                                                |
| 10  | 2023 | Nhà bà Nữ                      | Phạm Huỳnh Hữu Tài            | Giám đốc mỹ thuật - phục trang và bối cảnh Ghia Ci Fam         |
| 11  | 2024 | Mai                            | Trần Ngọc Vàng                | Thiết kế mỹ thuật - An Do                                      |

### Hạng mục phim chiếu mạng
| Lần | Năm  | Nam diễn viên phim chiếu mạng xuất sắc nhất | Nữ diễn viên phim chiếu mạng xuất sắc nhất | Phim chiếu mạng xuất sắc nhất | Phim chiếu mạng được yêu thích nhất |
| --- | ---- | ------------------------------------------- | ------------------------------------------ | ----------------------------- | ----------------------------------- |
| 5   | 2018 | Huỳnh Lập                                   | Không có                                   | Ai chết giơ tay               | Không có                            |
| 6   | 2019 | Duy Khánh                                   | Ngọc Thanh Tâm                             | Ghe bẹo ghẹo ai               | Không có                            |
| 7   | 2020 | Duy Khánh                                   | Khả Như                                    | Chuyện xóm tui                | Xóm sân si                          |
| 8   | 2021 | Minh Dự                                     | Hồ Bích Trâm                               | Chuyện xóm tui (phần 2)       | Về nhà ăn Tết                       |
| 9   | 2022 | Nguyễn Quốc Trường Thịnh                    | Puka                                       | Xóm chùa                      | Bụi đời chợ quê                     |
| 10  | 2023 | Trường Giang                                | Ngọc Thanh Tâm                             | Chủ tịch giao hàng            | Thạch Sanh Lý Thanh                 |
| 11  | 2024 | Lãnh Thanh                                  | Vũ Hà Ngọc Huyền                           | Chuyện nhà Tí 3 - Còn Tết     | Mắc gì Tết                          |

### Hạng mục không gian mạng
| Lần | Năm  | Nam diễn viên được yêu thích nhất. | Nữ diễn viên được yêu thích nhất. | Video âm nhạc hay nhất. |
| --- | ---- | ---------------------------------- | --------------------------------- | ----------------------- |
| 11  | 2024 | Võ Tấn Phát                        | Puka                              | Không Ra Gì             |

### Hạng mục đồng hành
| Lần | Năm  | Phim ngắn trên nền tảng Tiktok hay nhất. | Phim ngắn trên nền tảng Tiktok được yêu thích nhất |
| --- | ---- | ---------------------------------------- | -------------------------------------------------- |
| 8   | 2021 | Outside the door                         | Cái Nồi Cũ                                         |
| 9   | 2022 | Lời nói dối                              | Một Bữa Cơm                                        |

### Hạng mục khác
| Lần | Năm  | Cặp đôi được yêu thích nhất |
| --- | ---- | --------------------------- |
| 11  | 2024 | Tuấn Trần - Phương Anh Đào  |